# Gaëlle Deléglise
Gaëlle Deléglise, née le 22 mars 1977, est une patineuse de vitesse sur piste courte française.
Elle est médaillée de bronze en relais aux Championnats du monde de patinage de vitesse sur piste courte 1992 à Denver. Elle est aussi remplaçante du relais féminin français aux Jeux olympiques d'hiver de 1992 à Albertville